# Oscaruddelingen 1941
Oscaruddelingen 1941 var den 13. oscaruddeling, hvor de bedste film fra 1940 blev hædret med en oscarstatuette af Academy of Motion Picture Arts and Sciences. Uddelingen fandt sted 27. februar på Biltmore Hotel i Los Angeles, USA. For første gang blev brugt forseglede kuverter for at skjule vinderens navn, hvilket førte til den berømte sætning "May I have the envelope, please" (Må jeg bede om kuverten). Revisionsfirmaet Price Waterhouse blev hyret til at tælle stemmerne, efter fiaskoen i 1939 hvor stemmetallene blev offentliggjort i Los Angeles Times.
Kategorien bedste originale manuskript blev indført ved denne uddeling.
Den selvstændige filmproducer David O. Selznick der havde produceret vinderen af oscar for bedste film i 1940, havde også produceret Rebecca, og var den første producer der vandt bedste film 2 år i træk. Rebecca er også Alfred Hitchcocks eneste vinder af bedste film kategorien. Selvom Rebecca var nomineret i 11 kategorier, vandt den kun bedste film og bedste fotografering, sort og hvid.

## Priser
| Best Picture | Best Director |
| --- | --- |
| - Rebecca - Alt dette og himlen med - Udenrigskorrespondenten - Vredens druer - Diktatoren - Kitty Foyle - Kvindeløgne - Den lange rejse hjem - Vor lille by - Natten før brylluppet | - John Ford – Vredens druer - George Cukor – Natten før brylluppet - Alfred Hitchcock – Rebecca - Sam Wood – Kitty Foyle - William Wyler – Kvindeløgne |
| Bedste Mandlige Hovedrolle | Bedste Kvindelige Hovedrolle |
| - James Stewart – Natten før brylluppet - Charlie Chaplin – Diktatoren - Henry Fonda – Vredens druer - Raymond Massey – Abe Lincoln in Illinois - Laurence Olivier – Rebecca | - Ginger Rogers – Kitty Foyle - Bette Davis – Kvindeløgne - Joan Fontaine – Rebecca - Katharine Hepburn – Natten før brylluppet - Martha Scott – Vor lille by |
| Bedste Mandlige Birolle | Bedste Kvindelige Birollef |
| - Walter Brennan – En mand kom til Texas - Albert Basserman – udenrigskorrespondenten - William Gargan – They Knew What They Wanted - Jack Oakie – Diktatoren - James Stephenson – Kvindeløgne | - Jane Darwell – Vredens druer - Judith Anderson – Rebecca - Ruth Hussey – Natten før brylluppet - Barbara O'Neil – Alt dette og himlen med - Marjorie Rambeau – Primrose Path |
| Bedste Originale Manuskript | Bedste Filmatisering |
| - The Great McGinty – Preston Sturges - Udenrigskorrespondenten – Charles Bennett og Joan Harrison - Dr. Ehrlich's Magic Bullet – Norman Burnside, Heinz Herald og John Huston - Diktatoren – Charlie Chaplin - Angels Over Broadway – Ben Hecht | - Natten før brylluppet – Donald Ogden Stewart - Vredens druer – Nunnally Johnson - Den lange rejse hjem – Dudley Nichols - Rebecca – Robert E. Sherwood og Joan Harrison - Kitty Foyle – Dalton Trumbo |
| Bedste Historie | Bedste Lydoptagelse |
| - Farligt eventyr – Benjamin Glazer and John S. Toldy - Edison, the Man – Hugo Butler and Dore Schary - En mand kom til Texas – Stuart N. Lake - Min yndlingshustru – Leo McCarey, Samuel Spewack og Bella Spewack - Kammerat X – Walter Reisch | - Vi jazzkonger – Douglas Shearer, MGM Studio Sound Department - Too Many Husbands – John Livadary, Columbia Studio Sound Department - The Howards of Virginia – Jack Whitney, General Service Sound Department - Fribytter-kaptajnen – Elmer A. Raguse, Hal Roach Studio Sound Department - Canadas sønner – Loren L. Ryder, Paramount Studio Sound Department - Behind the News – Charles L. Lootens, Republic Studio Sound Department - Kitty Foyle – John Aalberg, RKO Radio Studio Sound Department - Vor lille by – Thomas T. Moulton, Samuel Goldwyn Studio Sound Department - Vredens druer – E. H. Hansen, Fox Studio Sound Department - Forårs-paraden – Bernard B. Brown, Universal Studio Sound Department - Havørnen – Nathan Levinson, Warner Bros. Studio Sound Department |
| Bedste Kortfilm, One-Reel | Bedste Kortfilm, Two-Reel |
| - Quicker'n a Wink – Pete Smith og MGM - London Can Take It! – Warner Bros. - More About Nostradamus – MGM - Siege – RKO Radio | - Teddy, the Rough Rider – Warner Bros. - Eyes of the Navy – MGM - Service With the Colors – Warner Bros. |
| Bedste Animerede Kortfilm | Bedste Musik |
| - The Milky Way – MGM - Puss Gets the Boot – MGM - A Wild Hare – Leon Schlesinger og Warner Bros. | - Tin Pan Alley – Alfred Newman - Irene – Anthony Collins - Vor lille by – Aaron Copland - Hit Parade of 1941 – Cy Feuer, - Havørnen – Erich Wolfgang Korngold - Forårs-parade – Charles Previn - Second Chorus – Artie Shaw - Vi jazzkonger – Georgie Stoll og Roger Edens - Farligt eventyr – Victor Young |
| Bedste Originale Musik | Bedste Sang |
| - Pinocchio – Leigh Harline, Paul J. Smith og Ned Washington - Vor lille by – Aaron Copland - The Fight for Life – Louis Gruenberg - The Howards of Virginia – Richard Hageman - Den lange rejse hjem – Richard Hageman - One Million B.C. – Werner Heymann - Zorros mærke – Alfred Newman - Tyven fra Bagdad – Miklos Rozsa - The House of Seven Gables – Frank Skinner - Kvindeløgne – Max Steiner - Waterloo Broen – Herbert Stothart - Rebecca – Franz Waxman - Min yndlingshustru – Roy Webb - Diktatoren – Meredith Willson - Arizona – Victor Young - The Dark Command – Victor Young - Canadas sønner – Victor Young | - "When You Wish upon a Star" from Pinocchio – Musik af Leigh Harline; Tekst af Ned Washington - "Down Argentine way" fra Hallo Argentina! – Musik af Harry Warren; Tekst af Mack Gordon - "I'd Know You Anywhere" fra You'll Find Out – Musik af Jimmy McHugh; Tekst af Johnny Mercer - "It's a Blue World" fra Music in My Heart – Musik og Tekst af Chet Forrest og Bob Wright - "Love of My Life" fra Second Chorus – Musik af Artie Shaw; Tekst af Johnny Mercer - "Only Forever" fra Rhythm on the River – Musik af James V. Monaco; Tekst af John Burke - "Our Love Affair" fra Vi jazzkonger – Musik og Tekst af Roger Edens og Arthur Freed - "Waltzing in the Clouds" fra Forårs-parade – Musik af Robert Stolz; Tekst af Gus Kahn - "Who Am I?" fra Hit Parade of 1941 – Musik af Jule Styne; Tekst af Walter Bullock |
| Best Art Direction, Black and White | Best Art Direction, Color |
| - Pride and Prejudice – Cedric Gibbons and Paul Groesse - Arizona – Lionel Banks and Robert Peterson - The Westerner – James Basevi - Lillian Russell – Richard Day and Joseph C. Wright - Arise, My Love – Hans Dreier and Robert Usher - My Son, My Son! – John DuCasse Schulze - Foreign Correspondent – Alexander Golitzen - The Sea Hawk – Anton Grot - The Dark Command – John Victor Mackay - The Boys From Syracuse – John Otterson - My Favorite Wife – Van Nest Polglase and Mark-Lee Kirk - Our Town – Lewis J. Rachmil - Rebecca – Lyle Wheeler                                                                  | - The Thief of Bagdad – Vincent Korda - Down Argentine Way – Richard Day and Joseph C. Wright - North West Mounted Police – Hans Dreier and Roland Anderson - Bitter Sweet – Cedric Gibbons and John S. Detlie |
| Bedste Fotografering, Sort og Hvid | Bedste Fotografering, Farver |
| - Rebecca – George Barnes - Kvindeløgn – Gaetano Gaudio - Alt dette og himlen med – Ernest Haller - Abe Lincoln in Illinois – James Wong Howe - Farligt eventyr – Charles B. Lang, Jr. - Udenrigskorrespondenten – Rudolph Maté - Hvor olien sprang – Harold Rosson - Waterloo broen – Joseph Ruttenberg - Den lange rejse hjem – Gregg Toland - Forårs-parade – Joseph Valentine | - Tyven fra Bagdad – Georges Perinal - Bitter Sweet – Oliver T. Marsh and Allen Davey - The Blue Bird – Arthur C. Miller og Ray Rennahan - Canadas sønner – Victor Milner og W. Howard Greene - Hallo Argentina! – Leon Shamroy og Ray Rennahan - Nordvest-passagen – Sidney Wagner og William V. Skall |
| Bedste Klipning | Bedste Visuelle Effekter |
| - Canadas sønner – Anne Bauchens - Rebecca – Hal C. Kern - Kvindeløgne – Warren Low - Vredens druer – Robert L. Simpson - Den lange rejse hjem – Sherman Todd | - Tyven fra Bagdad – Fotografering: Lawrence Butler; Lyd: Jack Whitney - Rebecca – Fotografering: Jack Cosgrove; Lyd: Arthur Johns - Udenrigskorrespondenten – Fotografering: Paul Eagler; Lyd: Thomas T. Moulton - Dr. Cyclops – Fotografering: Farciot Edouart og Gordon Jennings; Lyd: Loren Ryder - Tyfonen – Fotografering: Farciot Edouart og Gordon Jennings; Lyd: Loren Ryder - The Boys from Syracuse – Fotografering: John P. Fulton; Lyd: Bernard B. Brown og Joseph Lapis - The Invisible Man Returns – Fotografering: John P. Fulton; Lyd: Bernard B. Brown and William Hedgecock - Hvor olien sprang – Fotografering: A. Arnold Gillespie; Lyd: Douglas Shearer - Havørnen – Fotografering: Byron Haskin; Lyd: Nathan Levinson - Den lange rejse hjem – Fotografering: R. T. Layton og R. O. Binger; Lyd: Thomas T. Moulton - Women in War – Fotografering: Howard J. Lydecker, William Bradford og Ellis J. Thackery; Lyd: Herbert Norsch - One Million B.C. – Fotografering: Roy Seawright; Lyd: Elmer Raguse - The Blue Bird – Fotografering: Fred Sersen; Lyd: E.H. Hansen - Swiss Family Robinson – Fotografering: Vernon L. Walker; Lyd: John O. Aalberg |

### Ærespriser
- Bob Hope
- Colonel Nathan Levinson

## Ekstern henvisning
- Oscars legacys hjemmeside